# Wiśniewo (gemeente)

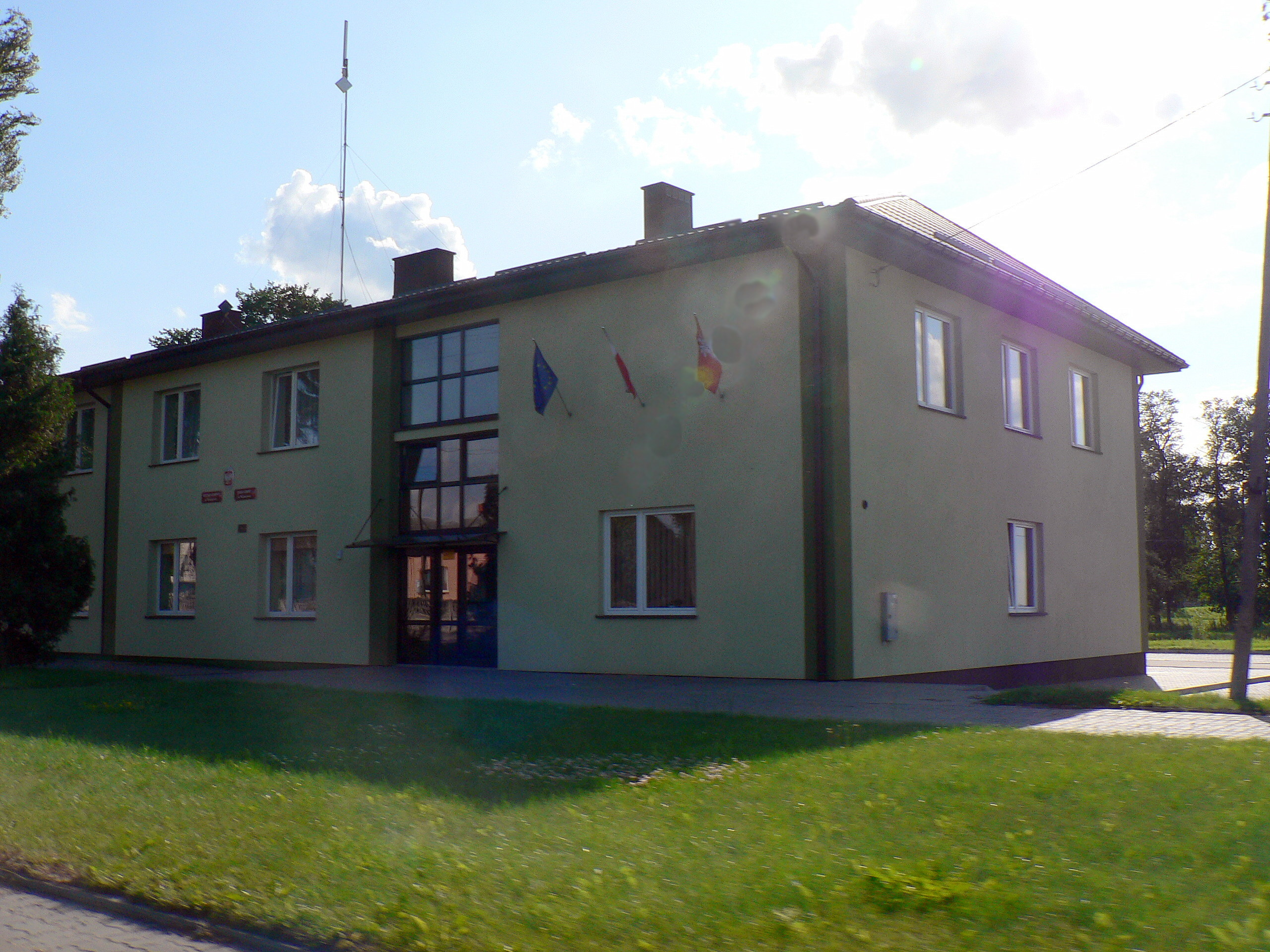
Gemeentehuis

De gemeente Wiśniewo is een landgemeente in het Poolse woiwodschap Mazovië, in powiat Mławski.
De zetel van de gemeente is in Wiśniewo.
Op 30 juni 2004 telde de gemeente 5281 inwoners.

## Oppervlakte gegevens
In 2002 bedroeg de totale oppervlakte van gemeente Wiśniewo 99,31 km², waarvan:
- agrarisch gebied: 88%
- bossen: 4%

De gemeente beslaat 8,48% van de totale oppervlakte van de powiat.

## Demografie
Stand op 30 juni 2004:
| Omschrijving                   | Totaal | Totaal | Vrouwen | Vrouwen | Mannen | Mannen |
| ------------------------------ | ------ | ------ | ------- | ------- | ------ | ------ |
| eenheid                        | aantal | %      | aantal  | %       | aantal | %      |
| inwoners                       | 5281   | 100    | 2626    | 49,7    | 2655   | 50,3   |
| bevolkingsdichtheid (inw./km²) | 53,2   | 53,2   | 26,4    | 26,4    | 26,7   | 26,7   |

In 2002 bedroeg het gemiddelde inkomen per inwoner 1243,91 zł.

## Sołectwa
Bogurzyn, Bogurzynek, Głużek, Korboniec, Kosiny Bartosowe, Kosiny Kapiczne, Kowalewo, Modła, Nowa Otocznia, Podkrajewo, Stara Otocznia, Stare Kosiny, Wiśniewko, Wiśniewo, Wojnówka, Żurominek.

## Overige plaatsen
Amielnik, Głużek-Kolonia, Halinowo, Janin, Kowalewo-Borki, Michałowo, Żarnówka.

## Aangrenzende gemeenten
Lipowiec Kościelny, Mława, Strzegowo, Stupsk, Szreńsk, Szydłowo